# John Kenneth Galbraith
John Kenneth Galbraith, ameriški ekonomist, * 15. oktober 1908, zaselek Iona Station, Ontario, Kanada, † 29. april 2006, Cambridge, Massachusetts, Združene države Amerike.
Glabraith je bil vpliven ameriški ekonomist 20. stoletja. Bil je znan kot Keynesov zagovornik in institucionalist, vodilni zagovornik stila političnega liberalizma ZDA v 20. stoletju. Njegove knjige so postale uspešnice ekonomske literature v poznih 1950-tih in 1960. letih dvajsetega stoletja v ZDA in svetu. Poleg knjig je napisal in objavil preko tisoč člankov z različnih področij. Pisal je zelo poljudna vsem razumljiva znanstvena dela in večkrat kritiziral akademsko sfero. Njegova najbolj znana dela so knjige - trilogija Ameriški kapitalizem -(American Capitalism, 1952), Bogata družba (The Affluent Society, 1958) in Industrijska država (The New Industrial State, 1967). Bil je dolgoletni predavatelj na Univerzi Harvard. Zelo aktiven je bil tudi v politiki ZDA, kjer je svetoval predsednikom Franklinu D. Rooseveltu, Harryju S. Trumanu, Johnu F. Kennedyju,  Lyndonu B. Johnsonu in Billu Clintonu. Pisal je tudi govore demokratskim predsedniškim kandidatom in vladi pošiljal protestna pisma. V času Kennedyjeve vlade je bil tudi dve leti veleposlanik ZDA v Indiji.

## Živjenjepis
John K. Galbraith se je rodil leta 1908 v kanadskem Ontariu kot sin kmečkih staršev, škotskih priseljencev. Diplomiral je v Torontu, potem je nadaljeval študij v ZDA, kjer je obiskoval več pomembnih univerz - Harvard, Cambridge, Princeton in veliko pisal. Leta 1941 se je pridružil Uradu za cene, kjer je dosegel da so v dveh letih spravili pod nadzor skoraj vse cene nafte. O politični eliti je izjavil da »obrača vedno iste puhle misli«, ki jih je imenoval »konvencionalna modrost«, ZDA pa je primerjal z delniško družbo. Leta 1958 je izdal knjigo z naslovom Družba, ki živi v izobilju v kateri trdi, da so ZDA dosegle materialno blaginjo, zapostavile pa socialo. To je bila več let najbolj brana strokovna knjiga.
Leta 1937. se je J.K.Galbraith poročil z Meriam Atwater in v njunem zakonu so se rodili štirje sinovi, starejši J. Alan Galbraith je partner prominentne pravne pisarne Williams & Connolly, Douglas Galbraith je umrl že v otroštvu za levkemijo, Peter W. Galbraith je diplomat ZDA in ambasador na Hrvaškem ter je zelo publiciran komentator zunanje politijke v ZDA, deloma pa tudi na Balkanu in srednjem vzhodu. James K. Galbraith, najmlajši sin, je znan progresivni ekonomist. Poleg sinov ima J.K. Galbraith tudi deset vnukov.
Bil je dopisni član Hrvaške akademije znanosti in umetnosti.